# Марк Ансель
Марк Ансель (1902—1990) — французький юрист.
Після закінчення ліцею Генріха IV здобув ступінь бакалавра в 1922 році. Продовживши вивчення права, успішно захистив докторський ступінь в 1927 році, почав працювати суддею в 1929 році. У 1950-х і 1960-х роках був експертом у французькому Касаційному суді і віцепрезидентом Товариства порівняльного законодавства. У 1970 році став членом Академії моральних і політичних наук. Він також був членом Виконавчої ради Асоціації європейських юристів (AJE), президентом якої став у 1970-х роках. У 1982 році був прийнятий в Академію наук СРСР як іноземний член.